# Seps

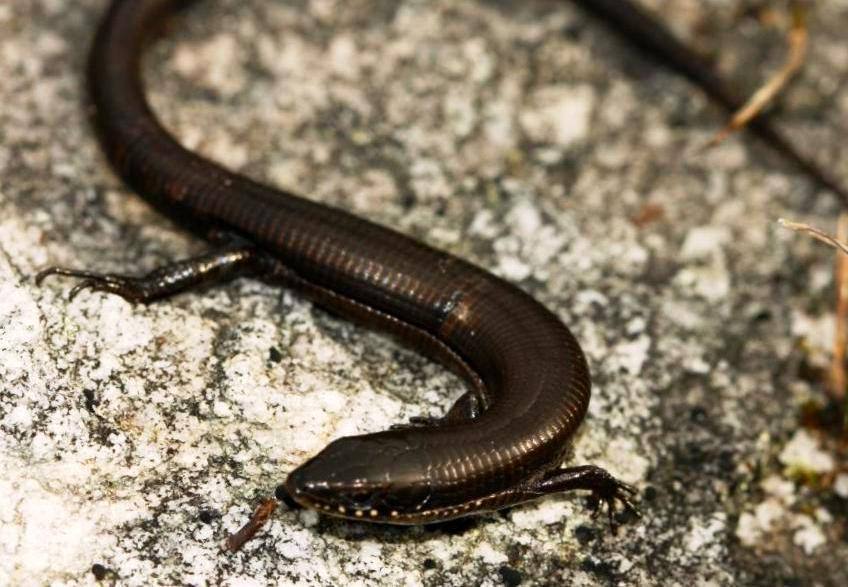
Tetradactylus seps - Le Cap

Seps est le nom vernaculaire de plusieurs espèces de lézard de la famille des Scincidés (les scinques), ou des reptiles mythiques et venimeux du Moyen Âge, de l'Asie mineure au Xe siècle jusqu'en Europe au XIIIe siècle.
Les espèces identifiées par ce nom sont :
- Seps tridactyle (Chalcides chalcides)
- Seps striés (Chalcides striatus)
- ou les genres Chalcidoseps, Scolecoseps, Sigaloseps, Chalcidoseps, Leptoseps, Melanoseps, Sepsina.